# Silene melanantha
Silene melanantha är en nejlikväxtart som beskrevs av Adrien René Franchet. Silene melanantha ingår i släktet glimmar, och familjen nejlikväxter. Inga underarter finns listade i Catalogue of Life.